# バルーチ

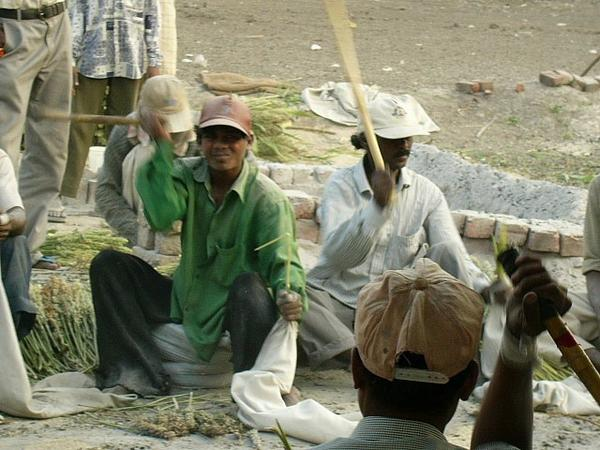
バルーチの人々

バルーチ（グジャラーティー語：ભરૂચ、Bharuch）は、インドのグジャラート州、バルーチ県の都市。

## 歴史
この都市の歴史は古く、1世紀頃にはサカ人の王が領有した。その後は、グプタ朝、マトライカ朝、ソーランキー朝、デリー・スルターン朝、ムガル帝国の支配に置かれた。
1681年から1698年にかけては、マラーターに襲撃を度々かけられ、港は壊滅した。
しかし、18世紀にナワーブの支配下に置かれると、バルーチはその支配下で繁栄した。
1772年、バルーチはイギリスの支配に置かれた。その後、1782年に第二次マラーター戦争の講和条約サルバイ条約により、イギリスに支配権が認められた。